# Chris Martin
Christopher Anthony John "Chris" Martin (sinh ngày 2 tháng 3 năm 1977) là một ca sĩ kiêm người viết nhạc, nhà sản xuất thu âm, người chơi nhiều nhạc cụ và đồng sáng lập ban nhạc alternative rock Anh quốc Coldplay. Sinh ra tại Whitestone gần Exeter ở Devon, Martin tới trường University College London, nơi anh thành lập một ban nhạc cùng với nhạc sĩ đồng hương Jonny Buckland năm 1996 gọi là Pectoralz (cuối cùng đổi tên thành Coldplay năm 1998).
Martin bên cạnh những thành viên khác của Coldplay đã đạt danh tiếng toàn cầu kể từ khi ban nhạc phát hành đĩa đơn "Yellow" năm 2000, một bài hát giúp ban nhạc kiếm về đề cử giải Grammy đầu tiên cho hạng mục bài hát rock hay nhất. Ban nhạc cũng nhận được sự khen ngợi từ giới phê bình và một vài giải thưởng cho những album tiếp theo của nhóm là A Rush of Blood to the Head và Viva la Vida or Death and All His Friends; hai album đều giành giải Grammy và giải Brit cho mỗi thành viên trong nhóm. Bên cạnh đó, ban nhạc cũng đã bán hơn 80 triệu bản thu âm trên toàn cầu, khiến họ trở thành một trong những nghệ sĩ âm nhạc bán đĩa nhạc chạy nhất thế giới.

## Thời thơ ấu và giáo dục
Christopher Anthony John Martin sinh ra tại Whitestone, Devon, Anh, và là người con trưởng trong tổng số năm người con của gia đình. Cha anh, Anthony Martin, là một kế toán viên đã nghỉ hưu và mẹ anh, Alison Martin, là một giáo viên dạy nhạc. Việc kinh doanh của gia đình chủ yếu nhờ vào Martins of Exeter cho đến khi nó bị cha anh bán đi vào năm 1999. William Willett, người đã vận động và làm tiết kiệm thời gian ánh sáng ban ngày theo thói quen được công nhận, là người ông nội vĩ đại của Martin.
Martin bắt đầu theo học tại trường tiểu học Hylton trước khi học tại trường Nhà thờ Exeter, nơi anh tìm thấy niềm đam mê âm nhạc của mình. Sau khi tốt nghiệp trường Nhà thờ Exeter, Martin chuyển đến học trường Sherborne tại Dorset và cũng chính ở đây anh gặp người quản lý của Coldplay tương lai Phil Harvey.
Martin tiếp tục theo học tại Đại học cao đẳng London (UCL) và ở lại Ramsay Hall, nơi anh đọc những nghiên cứu về thế giới cổ đại và tốt nghiệp với tấm bằng hạng nhất bằng tiếng Hy Lạp và Latin. Tại UCL, anh gặp thành viên Coldplay tương lai Jonny Buckland, Will Champion và Guy Berryman.